# Georges Lacombe (pintor)
Georges Lacombe (Versalles, 18 de junio de 1868-Alençon, 29 de junio de 1916) fue un pintor y escultor simbolista francés, miembro del grupo de los Nabis. 

## Biografía
Estudió en la Académie Julian de París. Influido por Paul Gauguin y Paul Sérusier, se adscribió al grupo de los Nabis, un grupo de jóvenes artistas que apostaban por la renovación del arte y el alejamiento del rígido arte academicista, entre los que se encontraban Édouard Vuillard, Pierre Bonnard, Maurice Denis, Félix Vallotton y Paul Ranson. Este grupo estuvo influido por el esquema rítmico de Gauguin y destacó por un cromatismo intenso de fuerte expresividad. Estaban interesados en la teosofía y las religiones orientales, y tuvieron una estrecha relación con el ambiente literario parisino, especialmente con Stéphane Mallarmé. Su estilo partió de las investigaciones sintetistas y de cierta influencia del arte japonés para avanzar en un arte cada vez más alejado de premisas académicas, en el que tenía mayor relevancia la investigación cromática, la expresividad del diseño y la voluntad de trasladar las emociones al lenguaje plástico. Se solían reunir en un café del pasaje Brady y, más adelante, en el estudio de Ranson en el Boulevard de Montparnasse, al que llamaban «el templo».
Los Nabis recibieron la influencia, además de Gauguin y el sintetismo, de Georges Seurat, Paul Cézanne, Odilon Redon y Pierre Puvis de Chavannes. Sus principios teóricos se basaban en una firme intención de sintetizar todas las artes, en profundizar en las implicaciones sociales del arte y en reflexionar sobre las bases científicas y místicas del arte. En 1891 realizaron su primera exposición en el château de Saint-Germain-en-Laye, y en diciembre de ese mismo año participaron en la exposición de Pintores impresionistas y simbolistas en la Galerie Le Barc de Boutteville (París), donde fueron aclamados como una «segunda generación simbolista». Dentro del grupo, Lacombe era conocido como el «nabí escultor».
Su obra se centró en una temática basada en el ciclo de la vida y la muerte, marcada por una visión esotérica del mundo. Hacia 1905 evolucionó hacia un neoimpresionismo influido por Théo van Rysselberghe.

## Galería

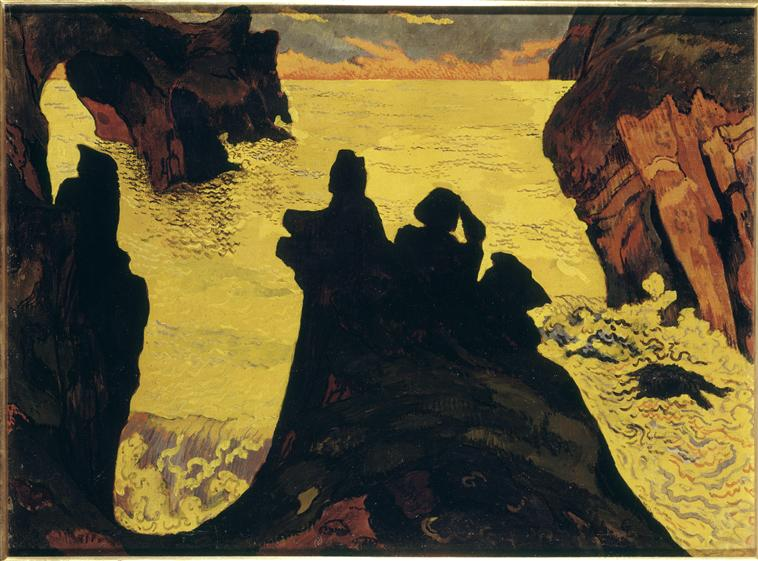
La Mer jaune, Camaret (1892), Musée des beaux-arts de Brest
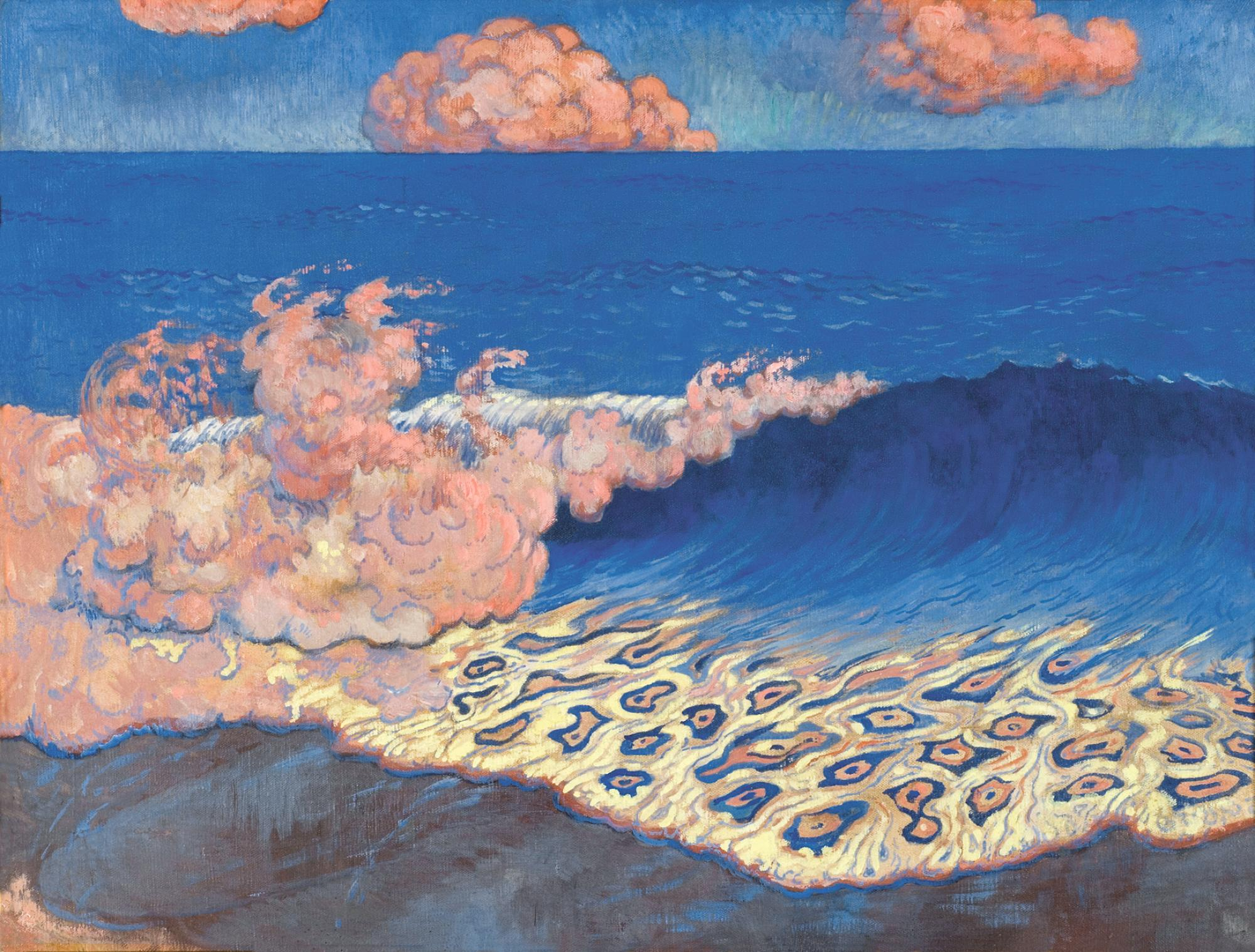
Marine bleue, Effet de vague (1893), Musée des beaux-arts de Rennes
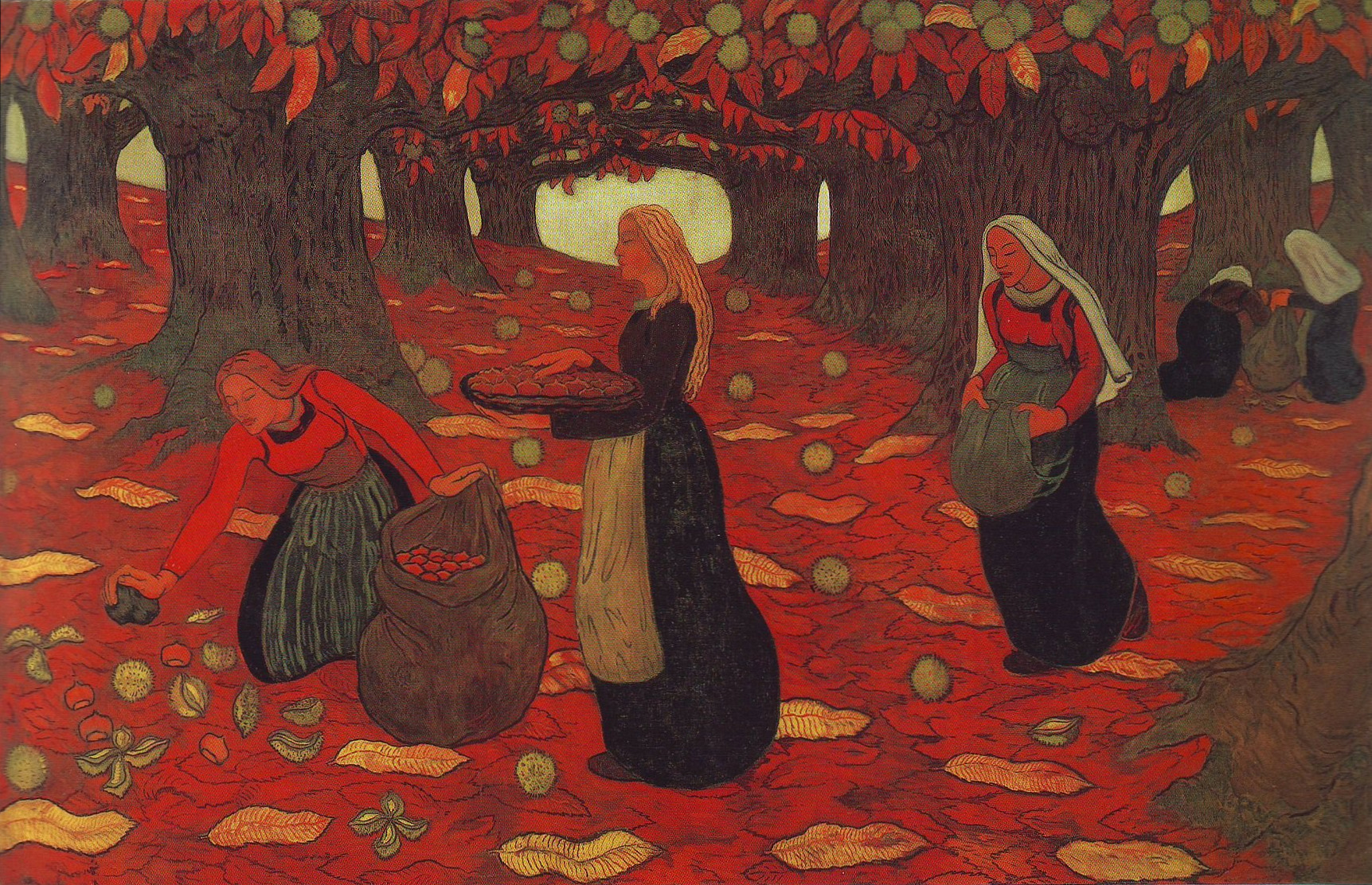
Automne, les Ramasseurs de noisettes (1894), Norton Simon Museum, Pasadena
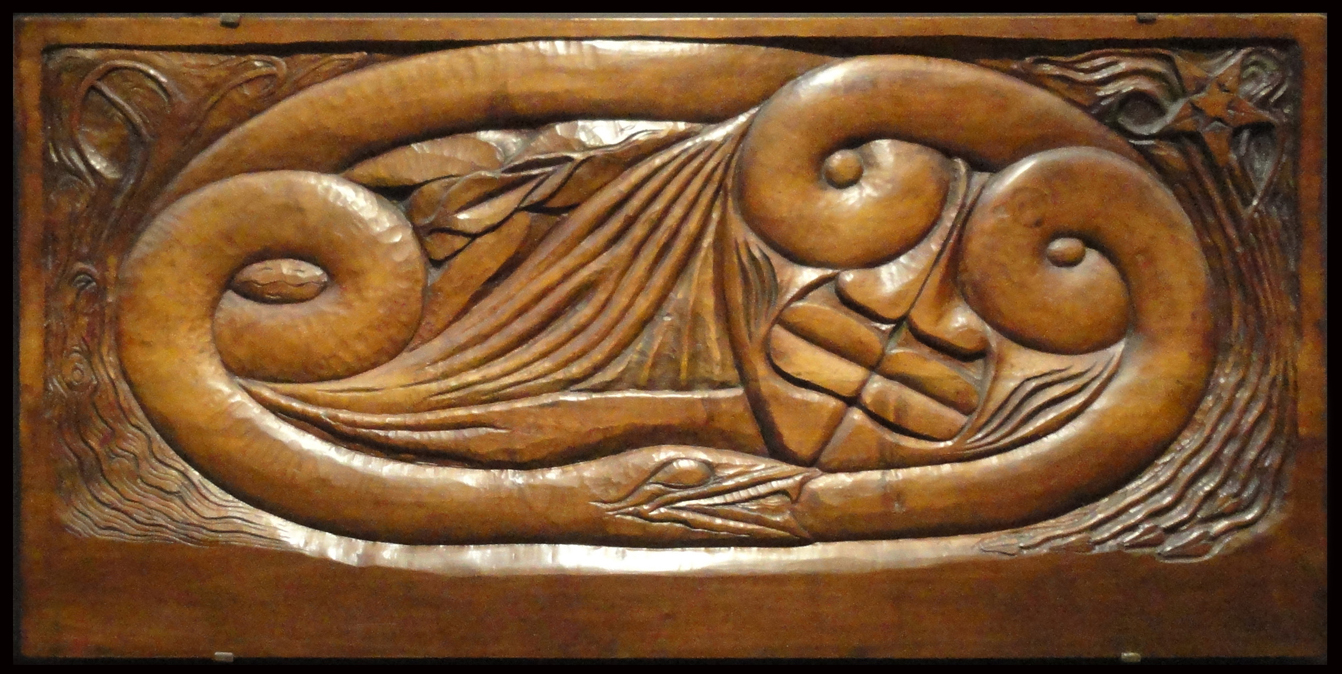
L'Existence (1894-1896), Musée d'Orsay, París
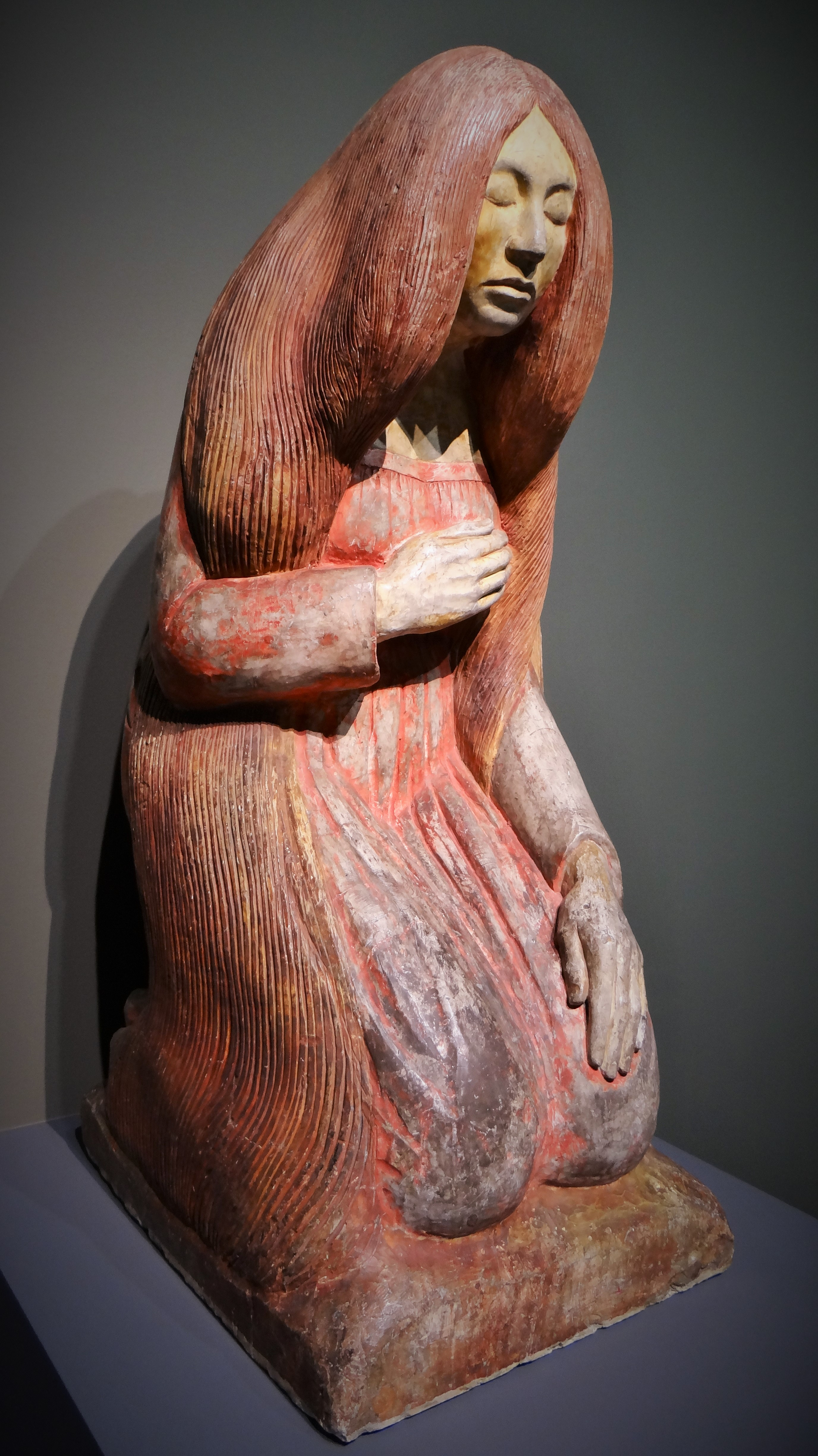
Marie-Madeleine (1896), Kunsthalle de Bremen